# Alessandro Trotter
Alessandro Trotter (Údine, 26 de julho de 1874 — Vittorio Veneto, 22 de julho de 1967) foi um botânico e entomologista italiano, notório por ter fundado a revista internacional de cecidologia, .